# Caso apudesivo
El caso apudesivo Es un raro caso gramatical, que se usa para marcar una ubicación junto con algo (por ejemplo "junto al árbol"). Se encuentra presente en los idiomas Tsez, Bezhta y otras Lenguas caucásicas nororientales.